# Placówka Straży Celnej „Chaszczowanie”

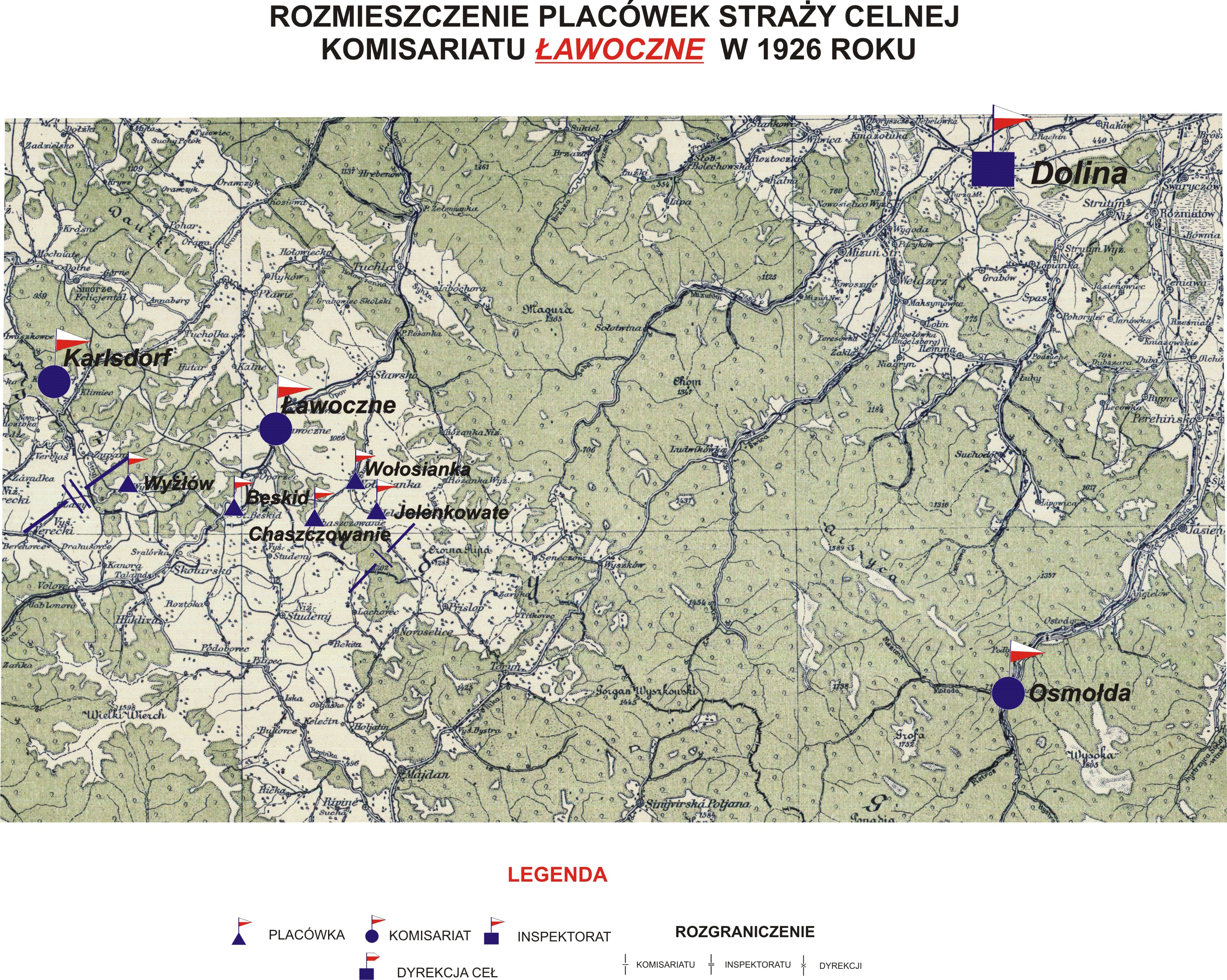
Rozmieszczenie placówek SC Komisariatu Ławoczne w 1926 r.

Placówka Straży Celnej „Chaszczowanie” – jednostka organizacyjna Straży Celnej pełniąca w okresie międzywojennym służbę ochronną na granicy polsko-czechosłowackiej.

## Formowanie i zmiany organizacyjne
Na wniosek Ministerstwa Skarbu, uchwałą z 10 marca 1920 roku, powołano do życia Straż Celną. Jednostki Straży Celnej rozpoczęły przejmowanie odcinków granicy od pododdziałów Batalionów Celnych. W 1921 roku w Oporcu stacjonował sztab 1 kompanii, a w Pawocznej sztab 4 kompanii 12 batalionu celnego. Kompanie wystawiały między innymi placówkę w Chaszczowanych. Proces tworzenia Straży Celnej trwał do końca 1922 roku. Placówka Straży Celnej „Chaszczowanie” weszła w podporządkowanie komisariatu Straży Celnej „Ławoczne” z Inspektoratu SC „Dolina”.
W drugiej połowie 1927 roku przystąpiono do gruntownej reorganizacji Straży Celnej. W praktyce skutkowało to rozwiązaniem tej formacji granicznej. Ochronę północnej, zachodniej i południowej granicy państwa przejęła powołana z dniem 2 kwietnia 1928 roku Straż Graniczna.
Rozkazem nr 5 z 16 maja 1928 roku w sprawie organizacji Małopolskiego Inspektoratu Okręgowego dowódca Straży Granicznej gen. bryg. Stefan Pasławski określił strukturę organizacyjną komisariatu SG „Sławsko”, a dopiero rozkazem nr 7 z 25 września 1929 roku w sprawie reorganizacji i zmian dyslokacji Małopolskiego Inspektoratu Okręgowego komendant Straży Granicznej płk Jan Jur-Gorzechowski utworzył placówkę Straży Granicznej I linii „Chaszczowanie”.

## Funkcjonariusze placówki
Kierownicy placówki
| stopień    | imię i nazwisko, numer    | okres pełnienia służby | kolejne stanowisko |
| ---------- | ------------------------- | ---------------------- | ------------------ |
| przodownik | Stanisław Ziółkowski (81) | był w 1926             |                    |

Obsada personalna placówki w 1926:
- przodownik Stanisław Ziółkowski (81)
- starszy strażnik Józef Mazurek (811)
- strażnik Władysław Kiedzik (816)
- strażnik Teofil Buda (812)
- strażnik Franciszek Borowski (862)
- strażnik Leon Rynkus (2273)